# トードリロ山脈
トードリロ山脈（トードリロさんみゃく、英語: Tordrillo Mountains）とは、アメリカ合衆国アラスカ州にある山脈である。過去に、スキーで映画賞のために横断したことで知られる。

## 地理
トードリロ山脈はマタヌスカ・スシトナにある小さな山脈であり、アンカレッジから約120km、南北130kmに幅119kmわたる。最高峰は、3,479mである。
また、チグミット山脈、アリューシャン山脈の最北端の延長線上にありそれらは南に位置している。
晴れた日には、アンカレッジから簡単に見ることができる。
北にスクウェントナ川(Skwentna River)、南にチャカチャナ湖とチャカチャナ川がある。

### 主な山
- トーバート山（3,479メートル）
- ガディーン山（3,431メートル）
- スパー山（3,374メートル）
- ヘイズ山（2,788メートル）

### 氷河
主な氷河は、キャップス氷河、ヘイズ氷河、トリンブル氷河である。

## 噴火
1992年6月に噴火があった。